# أتلتيكو باتروناتو
أتلتيكو باتروناتو (بالإسبانية: Club Atlético Patronato de la Juventud Católica)‏ نادي كرة قدم أرجنتيني، يقع في مدينة بارانا التابعة لمقاطعة إنتري ريوس في الأرجنتين ويلعب في دوري الدرجة الأولى، ملعب النادي هو بارتولومي غريلا الذي يتسع إلى 23.5 ألف متفرج، تأسس النادي سنة 1914، صعد النادي لأول مرة إلى الدرجة الأولى سنة 1978 دون أن يثبت فيها، لا توجد إنجازات هامة للنادي.